# Interview with the Vampire (саундтрек)
«Интервью́ с вампи́ром» (англ. Interview with the Vampire) — сборник саундтреков к киноленте «Интервью с вампиром: Хроника жизни вампира» режиссёра Нила Джордана. Почти все музыкальные композиции написаны Эллиотом Голденталем. Последний трек «Sympathy for the Devil» создан Миком Джаггером и Китом Ричардсом, участниками коллектива Rolling Stones. В фильме эту песню исполняют Guns N' Roses (она звучит в финальных титрах). Длительность альбома составила 45 минут 14 секунд.
Музыка прекрасно дополняет и подчёркивает готическую атмосферу фильма. Классическое звучание отражает те давние времена и помогает понять мрачную сущность героев.
Альбом номинировался на премию «Оскар» и «Золотой глобус», однако в обоих случаях награда досталась кинофильму «Король Лев».

## Список композиций
| №   | Название                                                              | Длительность |
| --- | --------------------------------------------------------------------- | ------------ |
| 1.  | «Libera Me» (вокал Американской хоровой школы мальчиков)              | 2:47         |
| 2.  | «Born to Darkness Part I»                                             | 3:04         |
| 3.  | «Lestat's Tarantella»                                                 | 0:46         |
| 4.  | «Madeleine's Lament»                                                  | 3:06         |
| 5.  | «Claudia's Allegro»                                                   | 4:46         |
| 6.  | «Escape to Paris»                                                     | 3:09         |
| 7.  | «Marche Funèbre»                                                      | 1:50         |
| 8.  | «Lestat's Recitative»                                                 | 3:39         |
| 9.  | «Santiago's Waltz»                                                    | 0:37         |
| 10. | «Théâtre Des Vampires»                                                | 1:18         |
| 11. | «Armand's Seduction»                                                  | 1:51         |
| 12. | «Plantation Pyre»                                                     | 1:59         |
| 13. | «Forgotten Lore»                                                      | 0:31         |
| 14. | «Scent Of Death»                                                      | 1:40         |
| 15. | «Abduction & Absolution» (вокал Американской хоровой школы мальчиков) | 4:42         |
| 16. | «Armand Rescues Louis»                                                | 2:07         |
| 17. | «Louis' Revenge»                                                      | 2:36         |
| 18. | «Born to Darkness Part II»                                            | 1:11         |
| 19. | «Sympathy for the Devil» (Guns N' Roses)                              | 7:35         |

## Прочие участники записи
- Сесилия Брауэр — стеклянная гармоника
- Уэнди Янг — клавесин
- Джонатан Шеффер — дирижёр
- Билл Мейс — фортепиано
- Луиза Шульман — виола
- Гленн Диктроу, Рэй Гневек — скрипка
- Американская хоровая школа мальчиков — хор